# Kamel (Wappentier)

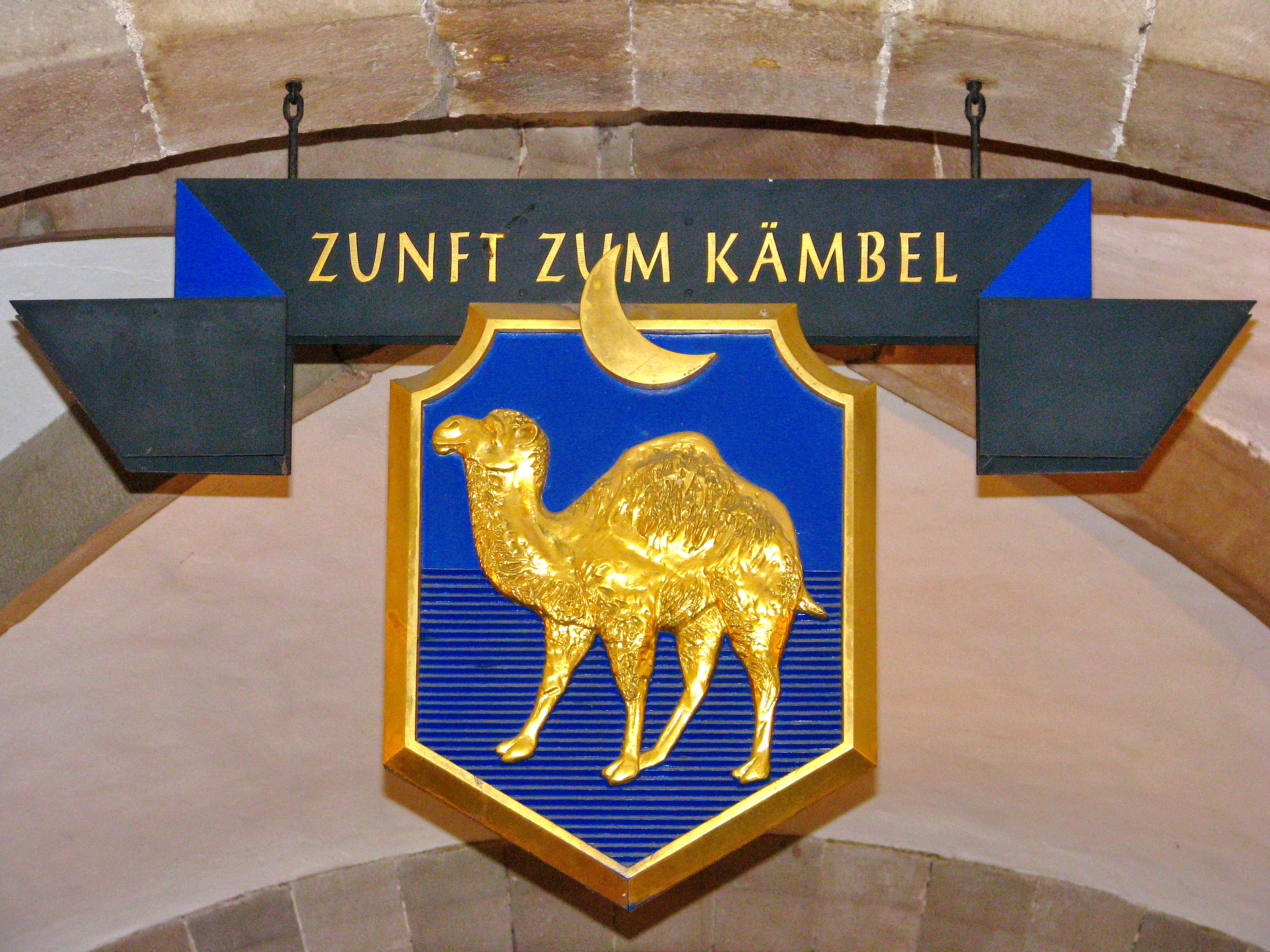
Zunft zum Kämbel in Zürich

Das Kamel ist in der Heraldik eine gemeine Figur und als Wappentier schon seit dem frühen Mittelalter auf Wappen zu finden. Das seltene Wappentier tauchte etwa im 13. Jahrhundert erstmals auf.
Ob ein Dromedar, ein Trampeltier oder ein Lama ins Wappen aufgenommen ist, klärt die Beschreibung. Vorrangig wird es in seiner natürlichen, oft braunen, Farbe und mit Reitgeschirr dargestellt. Andere Farben, wie Gold und Silber (Weiß), gelten als edel für das Tier. Dieses hat eine abstechende Farbgebung. Die Hauptblickrichtung ist nach heraldisch rechts und schreitend (ein angehobenes Bein) ist die Standardstellung. Im Oberwappen ist seine Verwendung selten. 

## Beispiele

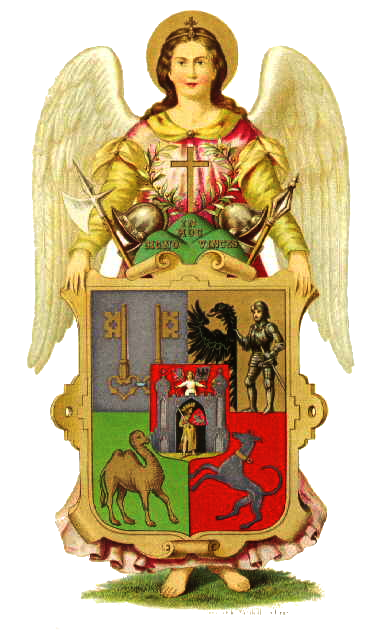
Großes Stadtwappen von Pilsen
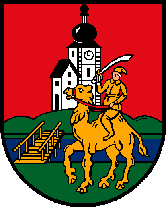
Timelkam
Kröcher (Adelsgeschlecht)
Kerkring (Adelsgeschlecht)
Wappen von Tscheljabinsk (Russland)
Siegel Eritreas
Lama im Wappen von Calama (Chile)
Vikunja im Nationalwappen von Peru
Kamel im Oberwappen von David Brewer